# Chiukepo Msowoya
Chiukepo Msowoya (* 23. September 1988 in Karonga) ist ein malawischer Fußballspieler.

## Karriere

### Verein
Chiukepo Msowoya begann seine Karriere in der Jugendmannschaft von KRADD Eagles und Red Lions Zomba in Malawi. Im Jahr 2007 wechselte er zum Ligakonkurrenten Super ESCOM, für dessen Mannschaft er in der höchsten malawischen Liga, der TNM Super League auflief. Ein Jahr später verließ er seine Heimat und wechselte zu Liga Muçulmana de Maputo nach Mosambik. Der Stürmer spielte ein Jahr in der Campeonato Moçambicano de Futebol, bevor er im Jahr 2009 zum ruandischen Verein APR FC wechselte. Nach einer Saison für den APR FC in der ruandischen Primus National Soccer League wechselte er nach Südafrika zu den Orlando Pirates. Er spielte eineinhalb Jahre für die Pirates, bevor sie ihn im Januar 2012 zu den Platinum Stars ausliehen. Er erzielte in 4 Spielen für die Platinum Stars und erzielte dabei 1 Tor. Im Juni 2012 kehrte er zu den Orlando Pirates zurück, die wiederum den laufenden Vertrag mit ihm auflösten.
Nach seiner Vertragsauflösung kehrte er im August 2012 in seine Heimat Malawi zurück und steht seit dem bei Escom United Blantyre unter Vertrag.

### Nationalmannschaft
Der Angreifer debütierte im Jahr 2006 für die malawische Fußballnationalmannschaft. Während der Qualifikation zur WM 2010 absolvierte er zehn Partien für Malawi und konnte dabei sechs Treffer verbuchen. Er scheiterte mit der Nationalmannschaft in der dritten Qualifikationsrunde gegen die Elfenbeinküste, Burkina Faso und Guinea. Der Stürmer wurde für die Fußball-Afrikameisterschaft 2010 in den Kader der malawischen Nationalmannschaft berufen. In den drei Gruppenspielen gegen Algerien, Angola und Mali kam er jeweils als Einwechselspieler zum Einsatz und blieb im Turnier ohne Torerfolg. Msowoya nahm im Winter 2012 am CECAFA-Cup 2012 teil.